# Gabriel Tellas
Gabriel Tellas (Formosa, Argentina, 10 de agosto de 1992) es un futbolista argentino. Juega como delantero centro y su equipo actual es San Antonio Unido de la Segunda División Profesional de Chile.

## Trayectoria
Jairo Vélez Cedeño, formado en las categorías juveniles de Chacarita Juniors de Buenos Aires. En el 2010 entre 2012 y 2014 paso en modo de cesión por Santamarina de Tandíl e Ituzaingó, posteriormente también pasó por Olimpo, Dock Sud, Argentino de Quilmes, All Boys, Club Atlético Mitre y el 2021 en Cobreloa de Chile.
Actualmente es jugador de la Academia Cantolao de la Liga 1 de Perú.

### Club Atlético Chacarita
Debuta en 2011 el 10 de septiembre ante Atlanta, su primer gol fue contra Guillermo Brown el 1 de abril de 2012 en la derrota 5-2 en el Campeonato de Primera B Nacional 2011-12.

### Club All Boys
Pasó por el Club Atlético All Boys en 2018, debutó el 18 de agosto ante San Miguel, su primer gol fue contra Sacachispas el 29  de agosto de 2018 en la victoria 3-2 en el Campeonato de Primera B 2018-19, su primer hat-trick fue ante Tristán Suárez el 8  de octubre de ese mismo año.

### Academia Cantolao
En el 2022 fichó la Academia Cantolao de la Liga 1 de Perú para disputar el torneo 2022. A final de temporada cumplió una temporada irregular y logró salvar el descenso con Cantolao, logró anotar 4 goles en 26 partidos.

## Clubes
| Club                           | País      | Año       | Partidos | Goles |
| ------------------------------ | --------- | --------- | -------- | ----- |
| Chacarita Juniors              | Argentina | 2011      | 20       | 2     |
| Santamarina de Tandíl (cesión) | Argentina | 2012      | 3        | 0     |
| Ituzaingó (cesión)             | Argentina | 2013-2014 | 32       | 2     |
| Olimpo de Bahía Blanca         | Argentina | 2014-2015 | 0        | 0     |
| Dock Sud                       | Argentina | 2016-2017 | 36       | 7     |
| Argentino de Quilmes           | Argentina | 2017      | 38       | 20    |
| All Boys (cesión)              | Argentina | 2018      | 36       | 16    |
| Mitre (cesión)                 | Argentina | 2019      | 9        | 0     |
| Cobreloa                       | Chile     | 2020-2021 | 45       | 15    |
| Academia Cantolao              | Perú      | 2022-2023 | 26       | 4     |
| Racing de Córdoba              | Argentina | 2023      | 4        | 0     |
| Vida                           | Honduras  | 2023-Act. | 32       | 10    |